# Otto Bender (Politiker, 1847)
Otto Edmund Bender (* 5. November 1847 in Düsseldorf; † 6. Mai 1904 in Gerresheim) war 26 Jahre lang Bürgermeister der damals selbstständigen Stadt Gerresheim bei Düsseldorf. In seine Amtszeit fiel die Entwicklung Gerresheims von einem kleinen Landstädtchen zu einem industriellen Vorort Düsseldorfs.

## Leben
Otto Edmund Bender wurde als siebtes Kind des protestantischen Lehrers Johann Gottfried Bender und seiner Frau Emma am 5. November 1847 in Düsseldorf geboren. Bender besuchte in seiner Geburtsstadt das Städtische Realgymnasium an der Klosterstraße, welches er 1865 mit der Obersekundareife verließ. Otto Bender begann anschließend eine Militärlaufbahn und nahm am Deutsch-Französischen Krieg als Offizier des 16. Infanterie-Regiments teil. Er erhielt mehrere Auszeichnungen. Nach einer Verletzung schied er aus dem Militärdienst aus und wurde Beamter. 1875 wurde Bender zum Geschäftsführenden Bürgermeister der Stadt Voerde ernannt.
Gerade 30 Jahre alt wurde Otto Bender am 30. Januar 1878 als Bürgermeister in Gerresheim bestätigt und trat am 15. Februar 1878 das Amt an. Nach zwei Amtszeiten von jeweils zwölf Jahren wählte ihn der Stadtrat am 26. Oktober 1901 einstimmig zum Bürgermeister auf Lebenszeit. Schon bald darauf ließ Benders Gesundheit nach und als er ankündigte, in den Ruhestand treten zu wollen, beschloss der Stadtrat dem langjährigen Bürgermeister auch im Ruhestand die vollen Bezüge weiter zu gewähren. Noch im Amt starb Otto Bender am 6. Mai 1904 an den Folgen einer Arteriosklerose.

## Wirken

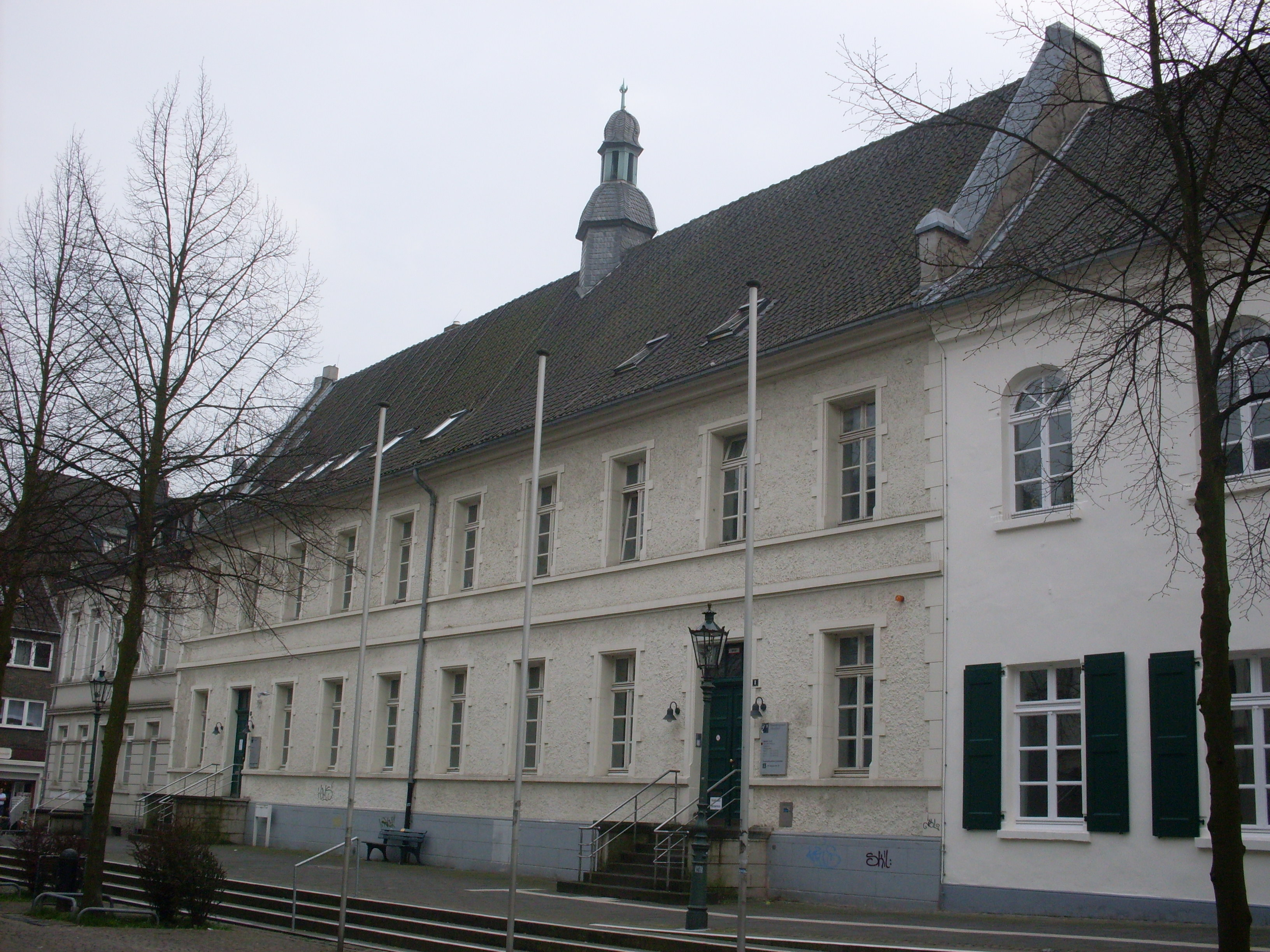
Gerresheimer Rathaus im ehemaligen Kloster Katharinenberg

In die Amtszeit Otto Benders fällt eine der wichtigsten Umwälzungen in der über tausendjährigen Geschichte Gerresheims. Das bis dahin kleine und seit über 300 Jahren unbedeutende katholische Landstädtchen entwickelte sich in einem Vierteljahrhundert zu einem der bedeutendsten Industrievororte der neuen Großstadt Düsseldorf. Zwischen 1871 und 1907 hatte sich die Einwohnerzahl Gerresheims von 2971 auf 15.314 Einwohner mehr als verfünffacht.
Als Bender 1878 sein Amt antrat, fand er zahlreiche unerledigte Aufgaben vor, die nicht zuletzt aus der Gemeindeverfassung resultierten. Gerresheim war als Samtgemeinde konzipiert. Die drei Teile, darunter die Stadt Gerresheim, diverse Honnschaften, insbesondere aber die Gemeinde Erkrath strebten nach Eigenständigkeit. Erschwerend kamen die unterschiedlichen Strukturen sowie die getrennte Vermögensverwaltung der einzelnen Gemeinden hinzu.
Als bereits kurz nach Benders Amtsantritt das Friedensgericht von Gerresheim nach Düsseldorf verlegt werden sollte, reiste Bender zusammen mit dem ehemaligen Richter Anton Fahne und dem Industriellen und Beigeordneten Ignaz Dreher nach Berlin. Aufgrund Benders Beziehungen in Berlin wurde der bereits gefasste Beschluss rückgängig gemacht und Gerresheim behielt sein Gericht, nunmehr in Form eines Amtsgerichtes. Ebenfalls eine seiner frühen Amtshandlungen war die Verlegung des Rathauses in das ehemalige Kloster Katharinenberg. Zuvor befand sich das Rathaus in angemieteten Räumen. Bender verschaffte der Stadt einen repräsentativen und großzügigen Sitz und sparte zugleich 300 Mark pro Jahr an Kosten ein, bei einem Etat, der 1871 15.000 Mark betragen hatte. Noch heute befindet sich hier das Rathaus des Düsseldorfer Stadtbezirks 7. Eindrucksvoll war der Ausbau der Schulen. Trotz des starken Bevölkerungswachstums konnte die Anzahl der Schüler pro Klasse gleich gehalten werden. Insgesamt wurden fünf neue Schulgebäude errichtet, die heute noch in Betrieb sind.
Die Finanzlage war in Gerresheim seit langem prekär. In manchen Notfällen sprang der Stadtabgeordnete und reichste Bürger der Stadt Ferdinand Heye mit großzügigen Geldzuwendungen bei. Im Gegenzug „genehmigte“ sich die Familie Heye gewisse Freiheiten, die Bender stillschweigend duldete. So nahm Ferdinand Heye in drei Jahren gerade einmal an acht von 58 Stadtratssitzungen teil. Meist fehlte er unentschuldigt. 1899 verlegte die Familie Heye den Wohnsitz aus Gerresheim nach Holthausen, das damals zu Benrath gehörte. Damit hatte Gerresheim seinen wichtigsten Steuerzahler verloren. Manche Mitglieder des Stadtrates waren froh, dass die selbstbewussten Heyes die Stadt verlassen hatten. Indes gelang es Bender, Hermann Heye dazu zu bewegen, wieder nach Gerresheim zu ziehen. Bender verlieh Heye vorzeitig die Bürgerrechte unter kreativer Auslegung der Vorschriften.
Aufgrund der ständigen Querelen mit der Gemeinde Erkrath unterstützte Bender deren Bestreben nach Selbstständigkeit. Am 1. April 1900 schied Erkrath mit der Erhebung zur selbstständigen Gemeinde aus der Samtgemeinde Gerresheim aus.

## Ehrungen
Im Rahmen der Eingemeindung Gerresheims nach Düsseldorf wurde am 12. Mai 1909 die nach Düsseldorf führende Neußer Straße in Benderstraße umbenannt. Am 17. August 1909 wurde auch das auf Ludenberger Gebiet gelegene Teilstück, die Gerresheimer Straße nach Otto Bender benannt.
Auf dem Gerresheimer Waldfriedhof erhielt Otto Bender eine Ehrengrabstätte.